# Tethys (zoologia)
Tethys Linnaeus, 1767 è un genere di molluschi nudibranchi della famiglia Tethydidae.

## Tassonomia
Comprende le seguenti specie:
- Tethys dominguensis Pruvot-Fol, 1954
- Tethys fimbria Linnaeus, 1767
- Tethys occidentalis (Odhner, 1936)